# Платон (Рождественський)
Митрополит Платон (в миру Порфирій Федорович Рожде́ственський; 11 (23) лютого 1866, Грайворонский повіт, Курська губернія — 20 квітня 1934, Нью-Йорк, США) — єпископ Чигиринський вікарій Київської єпархії Відомства православного сповідання Російської імперії, митрополит Херсонський і Одеський РПЦ в Українській Державі Гетьмана Павла Скоропадського. Активно протидіяв автокефалії Української православної церкви та дискредитував її в очах Вселенського патріарха в період УНР. Згодом діяч російських релігійних розкольницьких угруповань у США. Єпископ Російсько-православної греко-кафолічної Північно-Американської митрополії, з 1921 року — керуючий Північно-Американською єпархією; з 1924 року поза спілкуванням з Московським Патріархатом. Був тричі усунутий від своєї посади: Патріархом Тихоном у 1924, Архієрейським синодом у 1927 році, митрополитом Сергієм (Страгородським) в 1933 році; друге з них було знято посмертно 13 вересня 1934 року.

## Біографія
Народився 11 лютого 1866 року в Грайворонском повіті Курської губернії в родині священника. Старший брат Василь — протоієрей, член III Державної думи від Курської губернії.
У 1886 року закінчив Курську духовну семінарію. 6 січня 1887 рукоположений у священники. Чотири роки був сільським священиком в Курській єпархії. У 1891 році овдовів і вступив у Київську духовну академію. В 1894 році був пострижений у чернецтво. У 1895 році закінчив Київську духовну академію зі ступенем кандидата богослов'я з правом на отримання ступеня магістра без нових усних випробувань, через подання задовільною друкованої дисертації і публічне захищеним її був залишений при Академії професорським стипендіатом.
З 1896 року виконував посаду доцента.
У 1898 році удостоєний ступеня магістра богослов'я за дисертацію «Стародавній Схід у світлі Божественного Одкровення».
З 1898 року — помічник інспектора, інспектор, екстраординарний професор Київської Духовної Академії, архімандрит.
З 1902 року — ректор Київської духовної академії.
3 червня 1902 року хіротонісаний в єпископа Чигиринського, вікарія Київської єпархії. Хіротонія відбулася у великій церкві Києво-Братського монастиря. Чин хіротонії здійснювали митрополит Київський і Галицький Феогност; єпископ Канівський Сильвестр та інші.
З 1906 року видавав журнал «Церква і народ».
12 лютого 1907 року обраний членом II Державної думи від міста Києва.
З 8 червня 1907 року — архієпископ Алеутський і Північноамериканський.
У 1909 році був викликаний в Святійший синод для присутності.
З 20 березня 1914 року — архієпископ Кишинівський і Хотинський.
По відкликанню протопресвітера Георгія Шавельского, який рекомендував його наміснику Кавказу великому князю Миколі Миколайовичу в якості кандидата на посаду Екзарха Грузії: «Архієпископ Платон, за моїми спостереженнями, мав зовсім незвичні для наших архієреїв якості: ініціатива, велика енергія і розмах у роботі».
З 5 грудня 1915 року — архієпископ Карталинський і Кахетинський, Екзарх Грузії і член Святійшого синоду.
12 (25) березня 1917 року група єпископів, священиків і мирян на чолі з єпископом Гурийсько-Мингрельським Леонідом (Окропиридзе), що зібралася в Мцхеті, проголосила відновлення автокефалії Грузинської церкви. Екзарху Грузії, архієпископу Платону (Рождественському) було заявлено, що він зміщується з посади. Одночасно було прийнято рішення про скасування Грузино-Імеретинської синодальної контори.
З 14 (27) квітня 1917 року — першоприсутній Святійшого урядуючого синоду, призначеного Тимчасовим урядом.
З 13 серпня 1917 року — голова Ради по зміцненню віри, митрополит Тифліський і Бакинський, Екзарх Кавказький.
У 1917–1918 року брав участь у роботі Всеросійського Помісного собору. Під час урочистого настолування Патріарха Тихона звернувся до нього з привітаннями та вручив хрест від Святійшого синоду. 7 грудня 1917 обраний членом Священного синоду на трирічний термін.
14 січня 1918 року обраний на Херсонсько-Одеську кафедру 3-м Надзвичайним Херсонським Собором; затверджений митрополитом Херсонським і Одеським 22 лютого 1918 року.
У 1919 протидіяв автокефалії Української Православної Церкви та дискредитував її в очах Вселенського патріарха.
У 1920 році емігрував і в тому ж році зайняв місце настоятеля російської посольського храму в Афінах.
На початку квітня 1921 року відбув до США за дорученням Вищого Церковного Управління Закордоном для розслідування конфлікту в Алеутській і Північно-Американській єпархії; однак замість ревізії, став докладати зусилля для того, щоб повернутися на кафедру правлячого архієрея.
27 квітня 1922 року рішенням Священного Синоду Руської православної церкви призначений тимчасово керуючим Північно-Американською єпархією.
16 (29) вересня 1923 року указом патріарха Тихона призначений керуючим Алеутської і Північноамериканської єпархії із звільненням від управління Херсонської та Одеської єпархії.
Указом патріарха Тихона від 16 січня 1924 року був звільнений з Американської кафедри — у зв'язку з його виступами, які розцінювалися як політичні і антирадянські; розпорядження ним було проігноровано.
Обновленський митрополит Іван Кедровський, призначений 16 жовтня 1923 року управляти парафіями в Америці, повів рішучу боротьбу проти митрополита Платона, який неодноразово висловлювався проти більшовиків. ОГПУ зажадало від патріарха зміщення митрополита Платона і виклику його в СРСР для церковного суду. 3 (16) січня 1924 року патріарх випустив подібне розпорядження, однак питання про наступника митрополита залишив відкритим. В цих умовах митрополит Платон залишився керувати єпархією і не підкорився указу з Москви.
З 20 березня (2 квітня) за 22 березня (4 квітня) 1924 року у Детройті було скликано збори кліру і мирян Північно-Американської єпархії (спочатку без участі митрополита Платона), які постановили «тимчасово оголосити Російську Православну єпархію в США самоврядною Церквою»; митрополит Платон був обраний її головою, йому було довірено довірче управління майном усіх церков. Незважаючи на те, що на останньому засіданні Детройтського собору митрополит Платон вже був присутній в якості голови і отримував від Собору право носіння другої панагії і винесення хреста (тобто зовнішніх знаків розрізненняпредстоятеля Церкви), на словах він залишався лояльним РПЦЗ.
У жовтні 1924 року діяльно брав участь в роботі Архієрейського собору в Сремських Карловцях. На наступному Архієрейському соборі 1926 року виступив з доповіддю про ситуацію в єпархії, безумовно відмежовуючись від автокефальних постанов Детройтського Собору. Просячи у собору особливі грамоти до всіх предстоятелів Православних Церков в Америці про підтвердження своїх прав і повноважень на управління Російською Православною Церквою в Америці, він, в той же час, відмовився підписати протокол цієї своєї доповіді.
У 1933 році, не бажаючи давати Тимчасовому Патріаршому Священному Синоду підписки про політичну лояльність, оголосив Американську церкву автономною. У відповідь, за доповіддю в Патріархію архієпископа Веніаміна Федченкова від травня 1933 року, Заступник Патріаршого місцеблюстителя митрополит Сергій (Страгородський) і Тимчасовий Синод при ньому 16 серпня постановили віддати його суду архієреїв із забороною у священнослужінні надалі до каяття або до церковно-судового про нього рішення. Цим рішенням також не підкорився. 22 листопада правлячим архієреєм Північно-Американської єпархії був призначений Веніамін (Федченков), в той час як практично вся паства і духовенство єпархії залишилися під управлінням митрополита Платона.
Помер 20 квітня 1934 року, перебуваючи поза спілкування з Московською Патріархією. 19 квітня 1946 року в ході невдалої спроби примирення з північно-американської паствою, на її прохання, патріарх Алексій I дозволив здійснювати панахиди за митрополитм Платоном з тим, щоб з цього моменту церковна заборона що була над ним вважалося посмертно знятою.